# Dekriminalizáció
A dekriminalizáció az a folyamat, amely során egy tevékenységet kivonnak a bűncselekménynek nyilvánított tevékenységek köréből.
A dekriminalizációt gyakran a társadalom erkölcsi nézeteinek megváltozása okozza. Így egy eredetileg a társadalomra veszélyesnek tartott és ennek megfelelően büntetőjogilag szankcionált tevékenységet, a törvények megváltoztatásával vonnak ki ebből a körből.
Példák a különböző társadalmakban dekriminalizált tevékenységekre:
- homoszexualitás
- prostitúció
- marihuána birtoklása
- alkoholos italok forgalmazása (lásd prohibíció)

Bár a dekriminalizált tevékenységek nem minősülnek bűncselekménynek, törvényi szabályozás továbbra is vonatkozhat rájuk. Ilyen lehet például a prostituáltak kötelező orvosi vizsgálatának megkövetelése, vagy pénzbírság kiszabása a könnyű drogok birtoklásáért börtönbüntetés helyett.
A legalizáció ezzel szemben az összes vagy majdnem összes törvényi korlátot megszünteti egy tevékenységgel kapcsolatban.